# هربرت ألين فارمر
هربرت ألين فارمر (بالإنجليزية: Herbert Allen Farmer)‏ هو مجرم أمريكي، ولد في 9 مارس 1891، وتوفي في 12 يناير 1948 في جوبلن في الولايات المتحدة.